# Chanticleer Garden
Chanticleer Garden es una finca y jardín botánico de 27 acres (11 hectáreas) en Wayne, Pensilvania. 
El código de identificación del Chanticleer Garden como miembro del "Botanic Gardens Conservation Internacional" (BGCI), así como las siglas de su herbario es 'CHANT.
El jardín ha evolucionado en gran medida desde la muerte del titular en 1990. Como el hogar de los Rosengartens, Chanticleer era hermoso y verde con impresionantes árboles y césped. La mayor parte del desarrollo floral y jardín que vemos hoy en día se ha producido desde 1990, diseñado por el personal de Chanticleer y consultores. 
Hay siete horticultores, cada uno responsable por el diseño, la plantación y el mantenimiento de un área. Las áreas están en constante evolución, cada una con su propia impronta, sin embargo, unidas como una unidad completa. El Jardín de la taza de té y Terrazas Chanticleer cuentan con plantas de temporada y audaz de textura plantas tropicales y subtropicales. Estas áreas cambian mucho de un año a otro. Las plantas que no soportan las heladas se las protege y pasan el invierno en invernaderos y sótanos.
Las secciones "Tennis Court", "Ruin", "Gravel Garden", y "Pond Garden" están dedicadas al cultivo de plantas perennes resistentes a las heladas, tanto leñosas como herbáceas. El jardín de la pista de tenis se basa en la idea de la pantalla foliar ya presentada en el jardín de la taza de té. La ruina es un capricho, construido sobre los cimientos de la casa de Adolph Rosengarten, Jr. Tiene el propósito de hacer parecer como si la casa se fuera deteriorando. El jardín de grava es caliente y seco, un toque del Mediterráneo en Pensilvania. La zona del estanque es una zona de floraciones exuberantes.
Las secciones "Asian Woods" y "Bell's Woodland" son zonas de sombra. Las características plantas de China, Corea y Japón; las segundas, las plantas del este de Norteamérica]]. La sección "Serpentine" exalta la belleza de los cultivos agrícolas. La flor cortada y huertos producen flores para los edificios de la organización y comida para las mesas. El excedente va a un comedor de caridad. El estacionamiento de vehículos es un área de "bajo mantenimiento", con plantas resistentes que no están irrigadas ni abonadas. El personal del jardín durante la temporada invernal dedica su fuerza laboral a la construcción de muebles, vallas, puertas, puentes y fuentes de agua en garajes reconvertidos.
La "Chanticleer Foundation" tiene la propiedad de 47 hectáreas, 35 de las cuales están abiertas al público. La superficie restante está dedicada a la agricultura, bosques, áreas de servicio, y las viviendas del personal. El camino principal está a menos de una milla de distancia. 
La casa y los terrenos están incluidos en el listado del National Register of Historic Places desde 1984.

## Localización
Chanticleer Garden, 786 Church Road, Wayne, (Chester, Delaware, Montgomery counties) Pensilvania PA 19087 United States of America-Estados Unidos de América.
Planos y vistas satelitales.39°38′22.92″N 106°21′56.88″O / 39.6397000, -106.3658000
Se encuentra abierto de miércoles a domingo, desde abril hasta octubre.
Se cobra una tarifa de entrada.

## Historia
La finca de Chanticleer data de principios del siglo XX, cuando la tierra a lo largo de la línea principal del ferrocarril de Pensilvania fue promocionada para casas de verano para escapar del calor de Filadelfia. Adolph Rosengarten, Sr., y su esposa Christine eligieron el Wayne-St. Área de Davids para construir su refugio en el campo. La empresa farmacéutica de la familia "Rosengarten Son" pasaría a formar parte de Firma Merck & Company en la década de 1920.
Los Rosengarten contrataron al arquitecto y excompañero de clase Charles L. Borie para diseñar la casa, que se completó en 1913. El arquitecto del paisaje Thomas Sears diseñó las terrazas como una extensión de la casa. Un añadido de 1924 convirtió la casa en una residencia de verano todo el año y la familia se mudó aquí permanentemente.
El sentido del humor del Sr. Rosengarten se evidencia al nombrar su casa como la hacienda "Chanticlere" según aparece en la novela de Thackeray del año 1855 "The Newcomes" (Los recién llegados). En el Chanticlere de la ficción fueron "hipotecadas hasta las mismas ventanas del castillo", pero "sigue siendo el espectáculo del condado". Jugar con la palabra, que es sinónimo de "gallo", los Rosengartens usaron motivos de gallo en toda la finca.
Adolph y Christine diron hogares a sus dos hijos como regalos de boda. Ellos compraron una propiedad vecina para su hijo Adolph, Jr. y su esposa Janet Newlin en 1933. Actualmente es la sede del capricho "the Ruin". La casa de la hija Emily, que se encuentra en la entrada de visitantes actualmente, fue construida para ella en 1935. En la actualidad se utiliza para las oficinas y aulas.
Adolph, Jr., compró la parte de la finca de su hermana después de su muerte en 1980. Adolph, Jr. no se movió de la casa principal, pero lo usó para el entretenimiento y la mantuvo como era cuando la familia vivía allí. La casa está abierta para visitas con reserva previa. Adolph, Jr., dejó toda la propiedad para el disfrute y la educación del público después de su muerte en 1990. Una Junta de siete miembros de Administración, cinco de los cuales son parientes Rosengarten, supervisa la Fundación Chanticleer. El jardín se abrió al público en 1993. Hay 17 personas trabajando a tiempo completo, de los cuales dos administran las instalaciones y 12 son jardineros y guardas. 

## Colecciones
Sus colecciones de plantas se encuentran agrupadas en diferentes secciones : 
- « Asian woods » (Bosques de Asia), árboles de la zona templada de Asia, Aceres, Sorbus, Platanus, Prunus, Malus y plantas herbáceas acompañantes Begonia, Clematis, Hemerocallis, Hosta, Hydrangea, Lilium, Primula,
- « Pond garden » (Jardín del estanque), plantas acuáticas, y en sus alrededores plantas herbáceas Campanula, Clematis, Dianthus, Delphinium, Equisetum, Penstemon, Allium, Rosa, Tulipa, Papaver,
- « Ruin and gravel garden » (Jardín de la ruina y de la grava), Hedera, Cercis, Quercus, Salix, Carex, Ulmus, Juncus, Euphorbia, Agave,
- « Teacup garden » (Jardín de la taza de té), Arum, Digitalis, Syringa, Vitis,
- « Tennis court garden » (Jardín del campo de tenis), con lechos florales de Lilium, Allium, Filipendula, Geranium, Paeonia, Dahlia, Iris, Tulipa,
- « Woodlands » (Bosques), Rhododendron, Quercus, Aceres, Cornus, Corydalis, Pinus, Abies, Picea, Prunus, Viburnum, Magnolia, . .

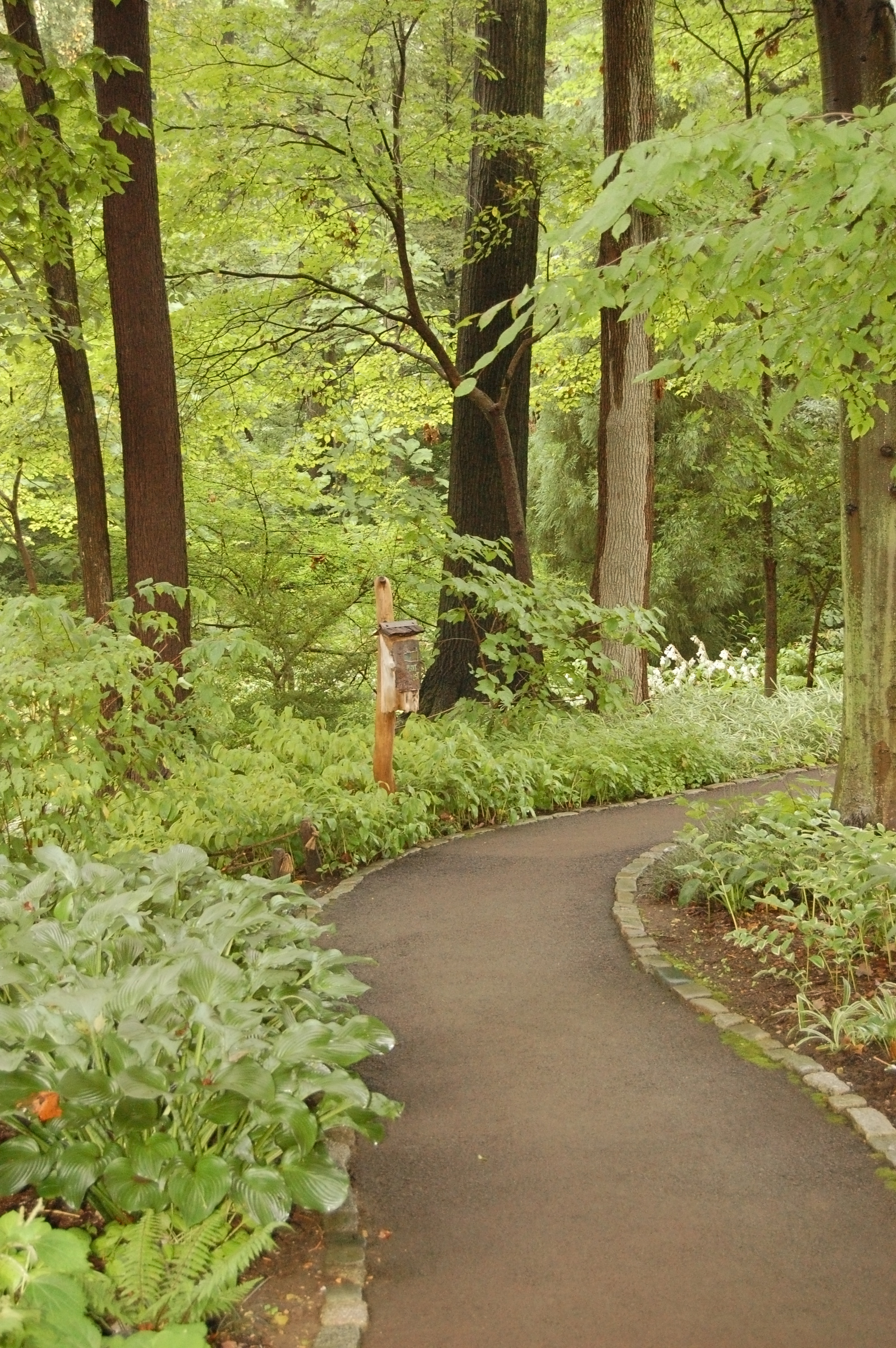
El bosque de Asia.
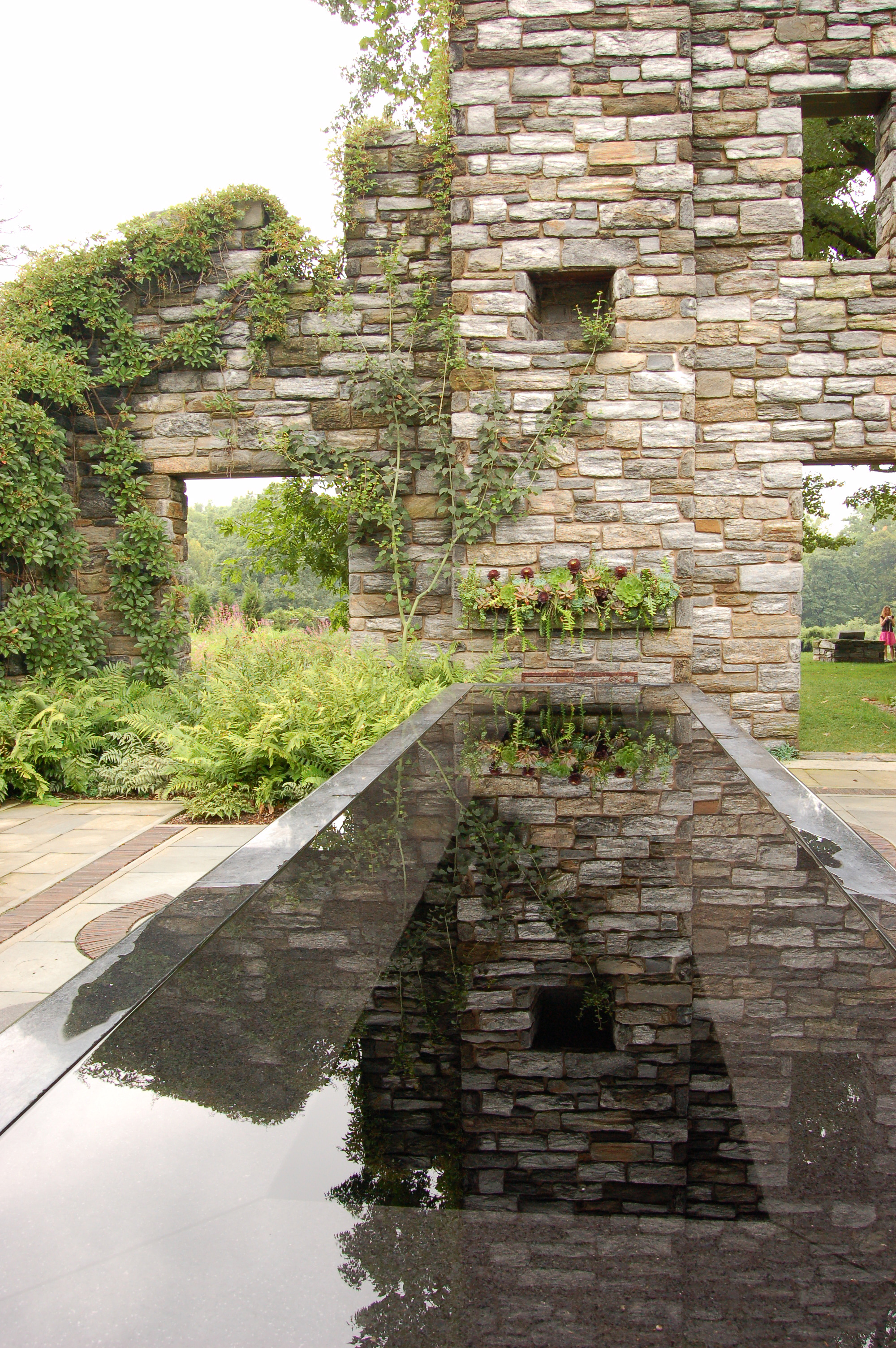
El capricho de la Ruina y el jardín de grava.
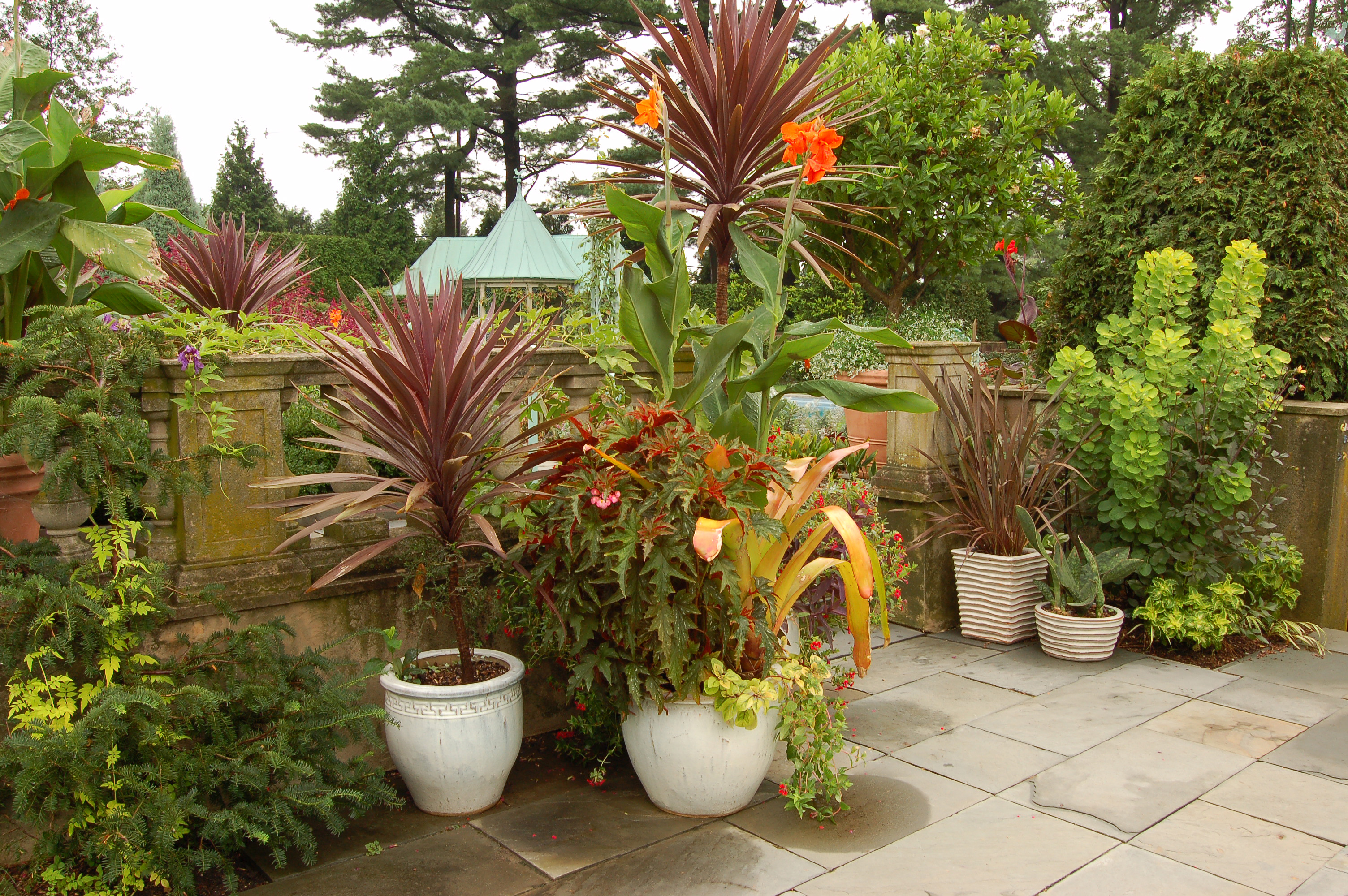
Plantas del "Croquet Lawn", en frente de la casa principal